# دوري آيسلندا الممتاز
دوري آيسلندا الممتاز (بالأيسلندية:Úrvalsdeild karla) هي الدرجة الممتازة لكرة القدم في آيسلندا، ويشارك في الدوري الممتاز 12 نادي. وتم تأسيسه في عام 1912.